# 679999 Mariyavarkina
679999 Mariyavarkina este o planetă minoră (asteroid) din centura de asteroizi. A fost descoperită pe 16 septembrie 2023 la  de . 
Obiectul prezintă o orbită caracterizată de o semiaxă mare de 2,3330461034115 UAi, o excentricitate de 0,21629759654205, o înclinație de 2,5507759771645 ° în raport cu ecliptica.